# Тіпка (заповідне урочище)
Ті́пка — заповідне урочище в Україні. Об'єкт природно-заповідного фонду Сумської області. 
Розташоване в межах Кролевецького району Сумської області, біля залізниці на перегоні ст. Кролевець — ст. Білогриве. 
Площа 6,5 га. Статус надано згідно з розпорядженням облвиконкому від 28.07.1970 року № 456. Перебуває у віданні ДП «Кролевецьке лісомисливське господарство» (Гружчанське л-во, кв. 9, діл. 11). 
Статус надано для збереження частини лісового масиву з унікальними дубовими насадженнями природного походження, віком 120 років. 
Поруч із заповідним урочищем «Тіпка» розташоване заповідне урочище «Ділянка лісу».